# Nậm Có
Nậm Có là một xã thuộc huyện Mù Cang Chải, tỉnh Yên Bái, Việt Nam.
Xã Nậm Có có diện tích 201,60 km², dân số năm 2019 là 8.733 người, mật độ dân số đạt 43 người/km².